# Межпарламентский союз

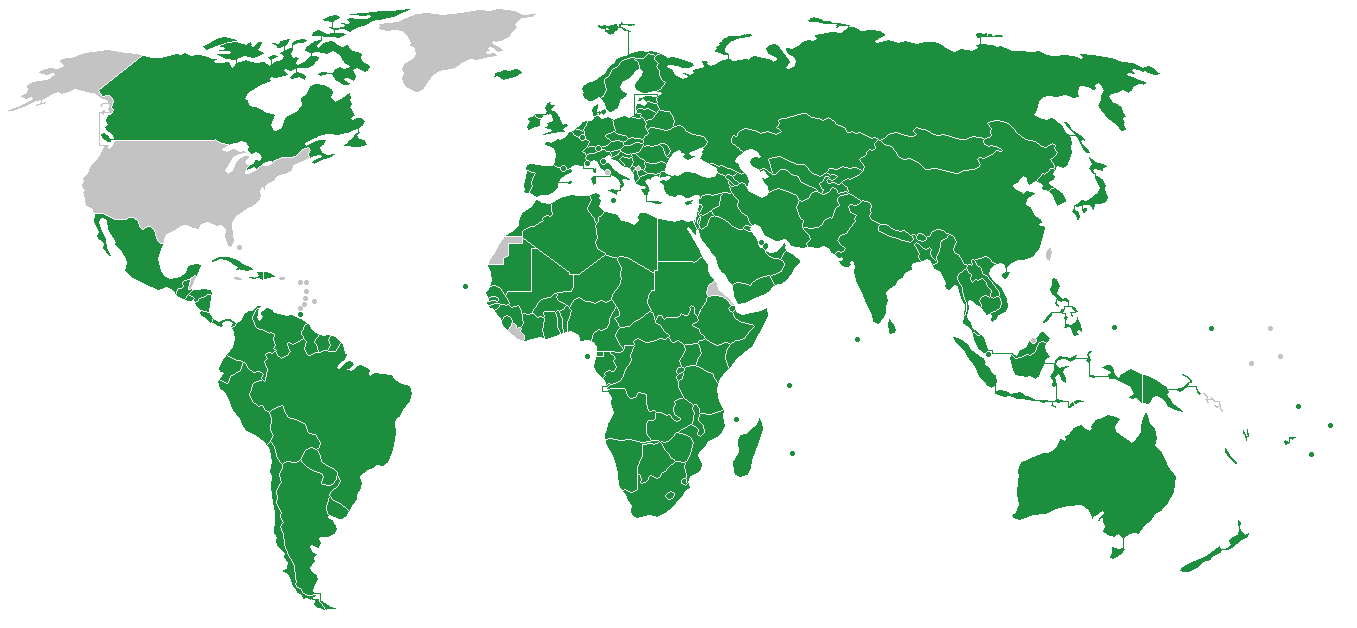
Государства-члены Межпарламентского союза

Межпарламентский союз (англ. Inter-Parliamentary Union, фр. L'Union Interparlementaire) — международная неправительственная организация, служащая для координации действий парламентов мира. Была основана в 1889 Уильямом Рандалом Кримером и Фредериком Пасси и стала первой международной организацией, служащей для политического обсуждения.
Первоначально Межпарламентский союз играл большую роль в миротворческом процессе и создании Постоянного арбитражного суда в Гааге, а значительное число его деятелей, в том числе Пасси, Кример, а также его первый генеральный секретарь Альбер Гоба и последующие председатели Огюст Беернарт и Фернан Бюиссон были награждены Нобелевской премией мира, причём Пасси получил первую из них в 1901.
Штаб-квартира Межпарламентского союза с 1892 разместилась в Берне, в 1911 была перенесена в Брюссель, с началом Первой мировой войны в 1914 переехала в Осло, а с 1921 — в Женеву, где находится по сей день.
Хотя первоначально членами союза состояли отдельные депутаты, постепенно членство перешло к парламентам в целом. На 2010 год членами организации состоят парламенты 143 стран и 7 межгосударственных парламентов, в том числе всех европейских стран, кроме Ватикана, и большинства стран мира, в том числе Канады, КНР, России, Индии, хотя конгресс США не является членом организации. Межпарламентский союз имеет статус наблюдателя при ООН с 2002 года.
В 1909 был учреждён пост председателя Межпарламентского совета, который избирается на три года. Первым председателем был Огюст Беернарт. С 2011 этот пост занимает председатель Палаты представителей меджлиса Марокко Абдельвахад Ради, сменивший намибийца Тео-Бена Гурираба.
Генеральный секретарь организации избирается с 1892 на четыре года. С 1 июля 2014 года этот пост занимал камерунец Мартин Чунгонг, с 16 октября 2014 года — Сабер Чоудхури из Бангладеш, с октября 2017 года — Габриэла Куэвас Баррон из Мексики.
Межпарламентский союз имеет комитеты по демократии и правам человека, по гражданским правам парламентариев, а также комитет женщин-парламентариев.
15 сентября 1997 года Межпарламентским союзом была принята Всеобщая декларация о демократии. В дальнейшем к этой дате был приурочен Международный день демократии.
Действующим президентом Межпарламентского союза является Тулия Эксон.